# Achs
Achs är en bergstopp i Schweiz. Den ligger i distriktet Entlebuch och kantonen Luzern, i den centrala delen av landet, 40 km öster om huvudstaden Bern. Toppen på Achs är 1 701 meter över havet.